# Kristine Norelius
Kristine Lee Norelius (Seattle, 26 de diciembre de 1956) es una deportista estadounidense que compitió en remo. Es hermana del también remero Mark Norelius.
Participó en los Juegos Olímpicos de Los Ángeles 1984, obteniendo una medalla de oro en la prueba de ocho con timonel. Ganó tres medallas de plata en el Campeonato Mundial de Remo entre los años 1981 y 1983.

## Palmarés internacional
| Juegos Olímpicos   | Juegos Olímpicos             | Juegos Olímpicos | Juegos Olímpicos |
| Año                | Lugar                        | Medalla          | Prueba           |
| ------------------ | ---------------------------- | ---------------- | ---------------- |
| 1984               | Los Ángeles (Estados Unidos) | Medalla de oro   | Ocho con timonel |
| Campeonato Mundial |                              |                  |                  |
| Año                | Lugar                        | Medalla          | Prueba           |
| 1981               | Múnich (RFA)                 | Medalla de plata | Ocho con timonel |
| 1982               | Lucerna (Suiza)              | Medalla de plata | Ocho con timonel |
| 1983               | Duisburgo (RFA)              | Medalla de plata | Ocho con timonel |